# Niels Oude Kamphuis
Niels Oude Kamphuis (14 de noviembre de 1977) es un exfutbolista neerlandés, se desempeñaba en todas las posiciones de la defensa y como centrocampista defensivo, en total jugó para tres clubes, el FC Twente, el Borussia Mönchengladbach y el Schalke 04.

## Clubes
| Club                     | País         | Años        |
| ------------------------ | ------------ | ----------- |
| FC Twente                | Países Bajos | 1994 - 1999 |
| FC Schalke 04            | Alemania     | 1999 - 2005 |
| Borussia Mönchengladbach | Alemania     | 2005 - 2006 |
| FC Twente                | Países Bajos | 2006 - 2007 |

- Datos: Q605832
- Multimedia: Niels Oude Kamphuis / Q605832